# Whitehall
För andra betydelser, se Whitehall (olika betydelser).

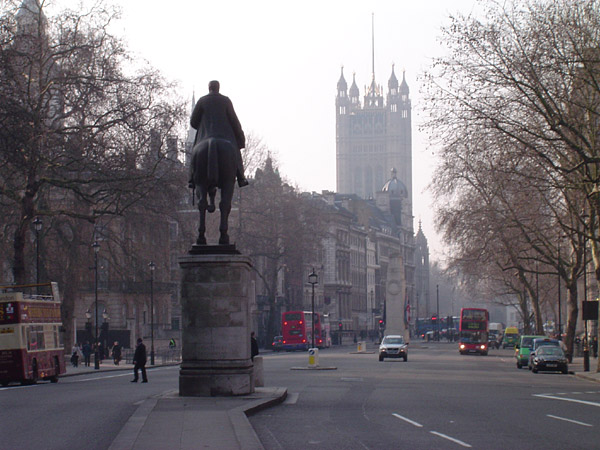
Ett parti av gatan Whitehall, sedd norrifrån i riktning söderut mot parlamentet med baksidan av ryttarstatyn föreställande prins George, hertig av Cambridge i gatans mitt.

Whitehall är en gata och ett distrikt i stadsdelen Westminster i centrala London, Storbritannien. 

## Beskrivning
Gatan löper från Trafalgar Square i norr till Houses of Parliament i söder (närmast parlamentsbyggnaden bär dock gatan namnet Parliament Street). Här ligger de flesta regerings- och departementsbyggnaderna, vilket är orsaken till att "Whitehall" används i folkmun och nyhetssammanhang som en metonym för den brittiska regeringen.
En av tvärgatorna är Downing Street där bland annat premiärministerns och finansministerns residens (samtidigt privatbostäder och sammanträdeslokaler för regeringen) är belägna. Mitt i gatan finns Kenotafen samt en ryttarstaty föreställande Prins George, hertig av Cambridge.
Whitehall ligger där det forna Whitehall Palace var beläget. Whitehall ligger norr om den plats där Westminster Palace (parlamentet) har varit beläget i 1000 år.